# Eric Williams (basquetebolista)
Eric C. Williams (nascido em 17 de julho de 1972) foi um jogador profissional de basquete na National Basketball Association (NBA) de 1995 até 2007.
Eric foi casado com Jennifer Williams de 2007 a 2010.

## Carreira
Após uma carreira universitária que começou no Burlington County College em New Jersey, depois na Vincennes University em Indiana, seguido pelo Providence College em Rhode Island, o ala de 2,03 m foi selecionado pelo Boston Celtics com a 14ª escolha no Draft da NBA de 1995.
Ele jogou dois anos com eles antes de ser negociado com o Denver Nuggets durante a pré-temporada de 1997 por algumas escolhas na segunda rodada do draft. O Nuggets teve apenas quatro jogos de Williams durante a campanha de 1997-98 devido a ele ter rompido o ligamento cruzado anterior do joelho direito. Na temporada seguinte, ele voltou, mas jogou apenas 38 dos 82 jogos da temporada regular com o Denver antes de ser repatriado de volta para Boston junto com Danny Fortson e Eric Washington, além de uma futura escolha de draft em troca de Ron Mercer, Ronald "Popeye" Jones, e Dwayne Schintzius.
Sua segunda aparição com o Celtics durou mais de quatro temporadas até que eles o negociaram com o Cleveland Cavaliers junto com Tony Battie e Kedrick Brown em uma troca por Ricky Davis, Chris Mihm, Michael Stewart, e uma escolha de segunda rodada no draft em 15 de dezembro de 2003. Ele se tornou um agente livre após 50 jogos com o Cavaliers e assinou com o New Jersey Nets antes da temporada 2004-05.
Williams logo fez parte de uma troca de jogadores de sucesso quando os Nets enviaram Aaron Williams, Alonzo Mourning e duas futuras escolhas do draft do primeiro turno para o Toronto Raptors para o jogador da franquia Vince Carter.
Em 2005, Williams decidiu lançar sua própria linha de roupas em homenagem à fictícia Liga de Basquete Negro.
Em 21 de junho de 2006, Williams foi negociado com Matt Bonner e uma escolha de segunda rodada no Draft da NBA de 2009 para San Antonio por Rasho Nesterovič e dinheiro. 
Em 13 de fevereiro de 2007, ele foi negociado junto com a escolha da segunda rodada no Draft da NBA de 2009 que o Spurs obteve do Raptors para o Charlotte Bobcats por Melvin Ely. Em 16 de março, Williams foi dispensado pelos Bobcats para dar lugar a Alan Anderson.
Ele tem médias de carreira de 8.8 pontos, 3.3 rebotes e 1.5 assistências por jogo.

## Vida fora do basquete
Williams apareceu em vários episódios do reality show Basketball Wives, das temporadas 1-4. Eric também apareceu no filme de 2013 The Caribbean Heist. Em 2015, Williams apareceu na pintura "Freedom from What, uma obra de arte aclamada pela crítica de Pops Peterson baseada em "Freedom from Fear", de Norman Rockwell.